# 국가표준실험실
국가표준실험실(National Reference Laboratory)은 대한민국 질병관리본부가 설립을 추진중인 연구소이다.

## 역사
그동안 대내외적으로는 질병관리본부 국립보건원의 여러 감염병 진단에 관한 부서들이 감염병 국가표준실험실 역할을 수행해왔지만, 국내 공식적인 국가표준실험실은 없었다.
2017년 4월 18일, 신종플루와 메르스 등 해외 유입 감염병 대유행을 겪은 우리나라도 미국이나 영국 등 선진국처럼 '국가표준실험실'(National Reference Laboratory)을 구축해야 한다는 의견이 나왔다.
2020년 3월 2일, 보건복지부는 감염병 조기 발견을 위한 진단검사 역량 강화를 위해 국제적 수준의 표준실험실(Reference Laboratory)을 구축하기로 했다.
표준실험실이란 회원국들이 검사를 의뢰한 시료에 대해 최종 진단을 내리고 진단표준품, 진단액 등을 개발, 보급하는 연구소를 말한다.

## 코로나19
2019년 12월 31일, WHO가 우한에서 새로운 호흡기 질환이 발생했다고 발표했다. 당일, 중국 정부는 홍콩 의대에 비밀조사를 요청했다. 홍콩 의대에는 WHO H5 Reference Laboratory가 설치되어 있다. 실험실 책임자는 레오 푼(潘烈文) 교수이며, 푼 교수는 옌리멍 박사를 우한으로 급파했다. 옌 박사는 중국군 생물학 무기가 유출되었다고 보고했고, 푼 교수는 은폐를 지시했다. 살해위협을 걱정한 옌 박사는 2020년 4월 미국으로 망명했고, 5월 미국은 WHO 중국 현지 책임자 레오 푼(潘烈文) 교수가 중국 정부를 위해 조사결과를 은폐했다면서, WHO를 탈퇴했다.
WHO H5 표준실험실은 조류독감(H5N1)의 피해를 예방하기 위해 2004년 WHO가 추진해서 전세계에 설립했다. 이종욱 (의료인) WHO 사무총장 시절이다. 그러나 정작 한국에는 설치되지 않았다.
WHO H5 표준실험실 설치 국가는 다음과 같다. 10개국에 13개 연구소가 있다. 한국은 없다.
- 오스트레일리아
- 캄보디아
- 중국 - 베이징 WHO 센터, 중국 질병통제예방센터(CDC)
- 홍콩 - 홍콩 의대
- 홍콩 - 국립 인플루엔자 센터
- 이집트
- 프랑스 - 파스퇴르 연구소
- 인도
- 일본
- 러시아
- 영국
- 미국 - 미국 질병통제예방센터(CDC)
- 미국